# هيرونيموس هاردر
هيرونيموس هاردر (بالألمانية: Hieronymus Harder)‏ هو عالم نبات ألماني، ولد في 1523 في ميرسبورغ في ألمانيا، وتوفي في 1607 في أولم في ألمانيا.